# Gotha G.V
Gotha G.V byl německý dvouplošný dvoumotorový bombardér používaný jednotkami Luftstreitkräfte během první světové války. Letoun vyráběla firma Gothaer Waggonfabrik AG; později také ve verzích se zdvojenými ocasními plochami G.Va a G.Vb.

## Historie
Operační nasazení předchozího typu G.IV poukázalo na problémy s palivovými nádržemi uvnitř motorových gondol. Při havarijním přistání mohlo dojít k protržení nádrže a rozlití benzínu na horký motor. V době kdy se 75% havárií letounů odehrálo během přistání, byla tato hrozba velmi akutní. V reakci na to přišla továrna Gotha s novým typem G.V, který měl palivovou nádrž uvnitř trupu a nyní menší motorové gondoly byly postaveny na vzpěrách nad dolním křídlem.
G.V se dočkal operačního nasazení v srpnu 1917. Nenabízel žádné zlepšení výkonů oproti G.IV a navíc byl o 450 kg těžší kvůli rozšířenému vybavení. Navíc nízká kvalita benzínu neumožnila motorům Mercedes D.IVa dosažení maximálních výkonů. Další letouny Gotha řady G.V však předvedly schopnost ustáleného letu s jedním motorem. V únoru 1918 továrna testovala zdvojené vodorovné i svislé ocasní plochy. Nové zdvojené VOP, známé jako Kastensteuerung, umožnily letounům G.V stabilizovaný let s jedním motorem na plný výkon. Následovala varianta G.Va vybavená podobnými ocasními plochami, navíc s mírně menším nosem a příďovým podvozkem. Všech 25 vyrobených letounů G.Va bylo nasazeno v operaci Bogohl 3 (nový název pro Kagohl 3).
Po G.Va následoval typ G.Vb, který byl schopen pojmout více užitečného nákladu a dosahoval maximální vzletové hmotnosti 4550 kg. Pro bezpečnější přistání měl zdvojené páry podvozkových kol, tzv. Stossfahrgestell. Tato verze hlavního podvozku se natolik osvědčila, že jím byly zpětně vybaveny i starší letouny G.V nasazené v operaci Bogohl 3.
Idflieg objednal 80 kusů G.Vb a první byly dodány k operaci Bogohl 3 během června 1918. Ještě před uzavřením příměří na západní frontě stihla továrna všechny objednané letouny vyrobit, ale poslední série se již na frontu nedostala a místo toho byly tyto stroje zabaveny Spojenci jako válečná kořist.

## Specifikace (G.V)

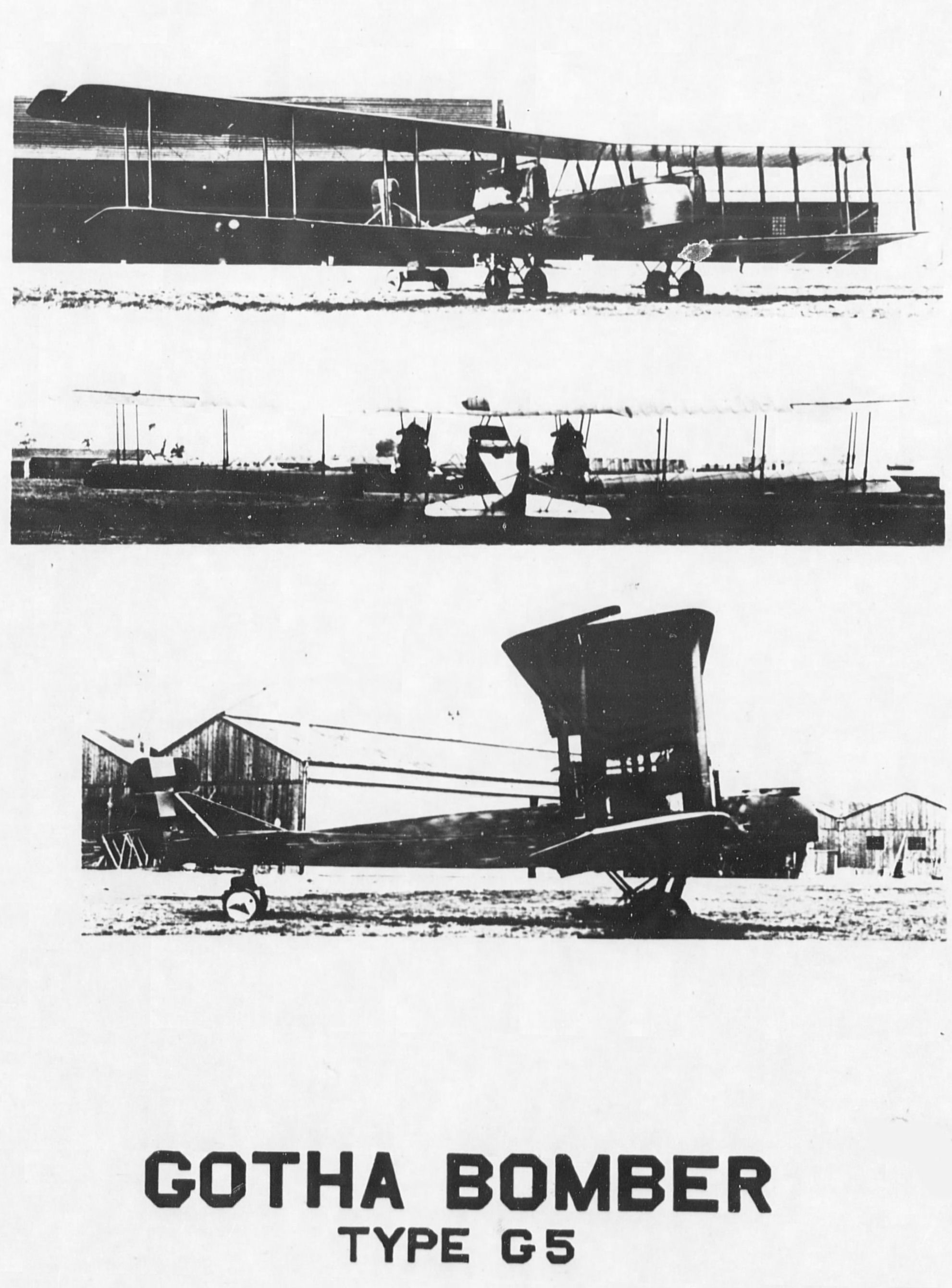
Fotografie Gothy G.V ukořistěné Dohodou

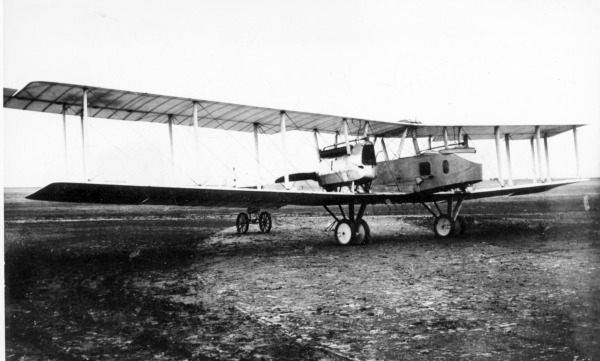
Prototyp G.V

### Technické údaje
- Osádka: 1 pilot, 2-3 pozorovatelé/bombometčíci
- Rozpětí: 23,70 m
- Délka: 11,90 m
- Výška: 4,50 m
- Nosná plocha: 89,50 m²
- Hmotnost prázdného stroje: 2740 kg
- Vzletová hmotnost : 3975 kg
- Pohonná jednotka: dva řadové šestiválce Mercedes D.IVa
- Výkon motoru: 260 k (191 kW)

### Výkony
- Maximální rychlost: 140 km/h
- Dolet: 820 km
- Dostup: 6500 m
- Stoupavost: 300 m / 28 s

### Výzbroj
- 2-3x kulomet Parabellum MG 14 ráže 7,92 mm
- 500 kg bomb